# Società Sportiva Cavese 1919 2005-2006
Questa pagina raccoglie le informazioni riguardanti la Società Sportiva Cavese 1919 nelle competizioni ufficiali della stagione 2005-2006.

## Stagione
Nella stagione 2005-2006 la Cavese disputa il girone B del campionato di Serie C2, raccoglie 66 punti che valgono il primo posto, con conseguente promozione diretta in Serie C1. La squadra biancoblù allenata dal tecnico Salvatore Campilongo ritorna in Serie C1 dimostrandosi la migliore del campionato, con 18 vittorie ottenute, con il miglior attacco, 47 reti, e la miglior difesa del torneo, 18 reti al passivo, vincendo il campionato con nove punti di vantaggio sul Sassuolo, secondo classificato e a sua volta promosso dopo aver vinto i Play-off. La Cavese ha partecipato anche alla Coppa Italia Tim Cup ma dove è stata però subito eliminata dal Parma, che si è imposto (0-1) al Lamberti. Stessa sorte nella Coppa Italia di Serie C con i biancoblù subito eliminati nei trentaduesimi di finale, usciti dal torneo, superati nel doppio confronto con la Vigor Lamezia. Al termine del campionato a Maggio la Cavese ha vinto anche la prima edizione della Supercoppa di Serie C2, superando le altre due squadre che hanno vinto il girone A e C del campionato, rispettivamente il Venezia ed il Gallipoli.

## Rosa
| N. |                   | Ruolo | Calciatore            |
| -- | ----------------- | ----- | --------------------- |
|    | Italia (bandiera) | P     | Antonio Musella       |
|    | Italia (bandiera) | P     | Roberto Mancinelli    |
|    | Italia (bandiera) | D     | Marco Arno            |
|    | Italia (bandiera) | D     | Fabio Pittilino       |
|    | Italia (bandiera) | D     | Claudio Risi          |
|    | Italia (bandiera) | D     | Dario Rossi           |
|    | Italia (bandiera) | D     | Antonio Manzo         |
|    | Italia (bandiera) | D     | Catello Mari          |
|    | Italia (bandiera) | D     | Michele Volpicina     |
|    | Italia (bandiera) | D     | Gianguglielmo Cirillo |
|    | Italia (bandiera) | D     | Cristiofaro Correale  |
|    | Italia (bandiera) | D     | Alberto Nocerino      |
|    | Italia (bandiera) | D     | Mario D'Amico         |
|    | Italia (bandiera) | C     | Tony D'Amico          |
|    | Italia (bandiera) | C     | Luca Falcone          |

| N. |                    | Ruolo | Calciatore             |
| -- | ------------------ | ----- | ---------------------- |
|    | Italia (bandiera)  | C     | Pietro Parente         |
|    | Italia (bandiera)  | C     | Gerardo Alfano         |
|    | Italia (bandiera)  | C     | Francesco Sorbino      |
|    | Italia (bandiera)  | C     | Alessandro Tatomir     |
|    | Italia (bandiera)  | C     | Luca Campanile         |
|    | Italia (bandiera)  | C     | Carmine Cerchia        |
|    | Italia (bandiera)  | C     | Carmine Ciocia         |
|    | Italia (bandiera)  | A     | Giuseppe Aquino        |
|    | Italia (bandiera)  | A     | Francesco Sanetti      |
|    | Italia (bandiera)  | A     | Antonio Schetter       |
|    | Italia (bandiera)  | A     | Vincenzo Aurino        |
|    | Italia (bandiera)  | A     | Luigi Di Bonito        |
|    | Italia (bandiera)  | A     | Sergio Ercolano        |
|    | Nigeria (bandiera) | A     | Kelechi Francis Ibekwe |
|    | Italia (bandiera)  | A     | Gianni Moccia          |

## Risultati

### Serie C2 - girone B

#### Girone di andata
| Arbitro: | Stallone (Foggia) |

|               |           |                |
| Di Bonito 56’ | Marcatori | 10’ Mortelliti |

| Arbitro: | Baracani (Firenze) |

|  |           |                                               |
|  | Marcatori | 45+1’ Pittilino 75’ Aquino 79’ (aut.) Santini |

| Cava dei Tirreni 11 settembre 2005 3ª giornata | Cavese        | 0 – 0 | Reggiana | Stadio Simonetta Lamberti\| Arbitro: \| Lupo (Matera) \| |
| Arbitro:                                       | Lupo (Matera) |       |          |                                                          |

| Arbitro: | Benedetti (Vicenza) |

|  |           |                            |
|  | Marcatori | 85’ Di Bonito 90+1’ Aquino |

| Arbitro: | Musolino (Catania) |

|  |           |                                |
|  | Marcatori | 61’ (rig.) Schetter 65’ Aquino |

| Arbitro: | Paparazzo (Catanzaro) |

|                                   |           |  |
| Ibekwe 27’ Tatomir 35’ Aquino 50’ | Marcatori |  |

| Arbitro: | Tasso (La Spezia) |

|               |           |  |
| Ceciarini 70’ | Marcatori |  |

| Arbitro: | Manna (Isernia) |

|                     |           |                   |
| Aurino 76’ Mari 90’ | Marcatori | 18’ Chiopris Gori |

| Arbitro: | Zega (Fermo) |

|                                |           |                          |
| Botteghi 6’ (rig.) Mordini 30’ | Marcatori | 9’ T. D'Amico 18’ Aquino |

| Arbitro: | Calvarese (Teramo) |

|                       |           |  |
| Schetter 11’ Mari 38’ | Marcatori |  |

| Cava dei Tirreni 6 novembre 2005 11ª giornata | Cavese            | 0 – 0 | SPAL | Stadio Simonetta Lamberti\| Arbitro: \| Gentile (Termoli) \| |
| Arbitro:                                      | Gentile (Termoli) |       |      |                                                              |

| Benevento 13 novembre 2005 12ª giornata | Benevento   | 0 – 0 | Cavese | Stadio Santa Colomba\| Arbitro: \| Celi (Bari) \| |
| Arbitro:                                | Celi (Bari) |       |        |                                                   |

| Cava dei Tirreni 27 novembre 2005 13ª giornata | Cavese            | 0 – 0 | Gubbio | Stadio Simonetta Lamberti\| Arbitro: \| Forconi (Aprilia) \| |
| Arbitro:                                       | Forconi (Aprilia) |       |        |                                                              |

| Arbitro: | Pierpaoli (Firenze) |

|              |           |                                    |
| Andreini 10’ | Marcatori | 15’ Alfano 25’ Mari 41’ T. D'Amico |

| Arbitro: | Barbirati (Ferrara) |

|                           |           |                   |
| Aurino 28’ Schetter 45+1’ | Marcatori | 80’ (rig.) Buglio |

| Monte San Savino 18 dicembre 2005 16ª giornata | Sansovino           | 0 – 0 | Cavese | Stadio "Le Fonti"\| Arbitro: \| Mannella (Avezzano) \| |
| Arbitro:                                       | Mannella (Avezzano) |       |        |                                                        |

| Arbitro: | Morabito (Messina) |

|                                         |           |  |
| Alfano 4’ Aquino 39’ (rig.), 86’ (rig.) | Marcatori |  |

#### Girone di ritorno
| Arbitro: | Pecorelli (Arezzo) |

|                  |           |                             |
| Mussi 89’ (rig.) | Marcatori | 80’ T. D'Amico 87’ Ercolano |

| Arbitro: | Didato (Agrigento) |

|                              |           |              |
| Alfano 43’, 70’ Schetter 49’ | Marcatori | 32’ Balducci |

| Arbitro: | Grazioli (Maniago) |

|               |           |  |
| M. Morfeo 49’ | Marcatori |  |

| Arbitro: | Baracani (Firenze) |

|                              |           |  |
| Aquino 64’ (rig.) Aurino 78’ | Marcatori |  |

| Arbitro: | Fugante (Macerata) |

|                                |           |  |
| Aquino 25’ (rig.) Ercolano 48’ | Marcatori |  |

| Montevarchi 12 febbraio 2006 23ª giornata | Montevarchi         | 0 – 0 | Cavese | Stadio Gastone Brilli Peri\| Arbitro: \| Barbirati (Ferrara) \| |
| Arbitro:                                  | Barbirati (Ferrara) |       |        |                                                                 |

| Arbitro: | Lioce (Molfetta) |

|            |           |  |
| Aquino 68’ | Marcatori |  |

| Arbitro: | Scoditti (Bologna) |

|  |           |                         |
|  | Marcatori | 27’ Nocerino 85’ Aquino |

| Arbitro: | Manna (Isernia) |

|                                          |           |  |
| Alfano 9’ Schetter 24’ Aquino 55’ (rig.) | Marcatori |  |

| Arbitro: | Corletto (Castelfranco Veneto) |

|                                 |           |  |
| M. Stendardo 59’ D'Andria 90+5’ | Marcatori |  |

| Arbitro: | Tozzi (Ostia Lido) |

|          |           |              |
| Sesa 69’ | Marcatori | 33’ Schetter |

| Cava dei Tirreni 2 aprile 2006 29ª giornata | Cavese        | 0 – 0 | Benevento | Stadio Simonetta Lamberti\| Arbitro: \| Valeri (Roma) \| |
| Arbitro:                                    | Valeri (Roma) |       |           |                                                          |

| Arbitro: | Palazzino (Ciampino) |

|              |           |            |
| Tafani 45+2’ | Marcatori | 20’ Alfano |

| Arbitro: | Musolino (Catania) |

|                         |           |             |
| Schetter 62’ Aquino 84’ | Marcatori | 27’ Masucci |

| Arbitro: | Vivenzi (Brescia) |

|             |           |  |
| Mordagà 62’ | Marcatori |  |

| Arbitro: | Nicodano (Milano) |

|                     |           |            |
| Arno 57’ Aquino 79’ | Marcatori | 72’ Falomi |

| Arbitro: | Tasso (La Spezia) |

|            |           |              |
| Micchi 49’ | Marcatori | 15’ Schetter |

### Coppa Italia Tim Cup
| Arbitro: | Squillace (Catanzaro) |

|  |           |           |
|  | Marcatori | 48’ Dedic |

### Coppa Italia Serie C

#### Trentaduesimi di finale
| Lamezia Terme 12 ottobre 2005 Andata | Vigor Lamezia   | 0 – 0 | Cavese | Stadio Guido D'Ippolito\| Arbitro: \| Vallo (Trapani) \| |
| Arbitro:                             | Vallo (Trapani) |       |        |                                                          |

| Arbitro: | Musolino (Catania) |

|  |           |           |
|  | Marcatori | 24’ Pasca |

### Supercoppa di Serie C2
| Arbitro: | Gallione (Alessandria) |

|            |           |                            |
| Ibekwe 46’ | Marcatori | 6’ Nocerino 28’ T. D'Amico |

| Arbitro: | Guerriero (Catanzaro) |

|              |           |              |
| Schetter 10’ | Marcatori | 43’ Raimondi |

| Gallipoli 21 maggio 2006 3ª giornata | Gallipoli           | 0 – 0 | Venezia | Stadio Antonio Bianco\| Arbitro: \| Barletta (Bernalda) \| |
| Arbitro:                             | Barletta (Bernalda) |       |         |                                                            |